# GRB 070125
GRB 070125 е гама експлозия (GRB) регистрирана на 25 януари 2007 г. от телескопа Swift с продължителност над 200 секунди. Уникалното е, че не идва от галактика, а от междугалактическото пространство от посока на съзвездие Близнаци. Най-близките галактики са на разстояние 89 и 150 хиляди светлинни години. Това е необичайно за този тип GRB причинени от хипернови на млади масивни звезди, които обикновено се формират в галактики. Червеното отместване на гама експлозията е 1.55, което съответства на разстояние от 9.5 милиарда светлинни години.
Предполага се, че звездата се е формирала дълбоко в междугалактическото пространство при взаимодействието на две близки галактики.
Месец след регистрацията на гама експлозията, големият бинокулярен телескоп на международната обсерватория Маунт Греъм я наблюдава с яркост от 26-а звездна величина.